# Iglesias de Serrablo

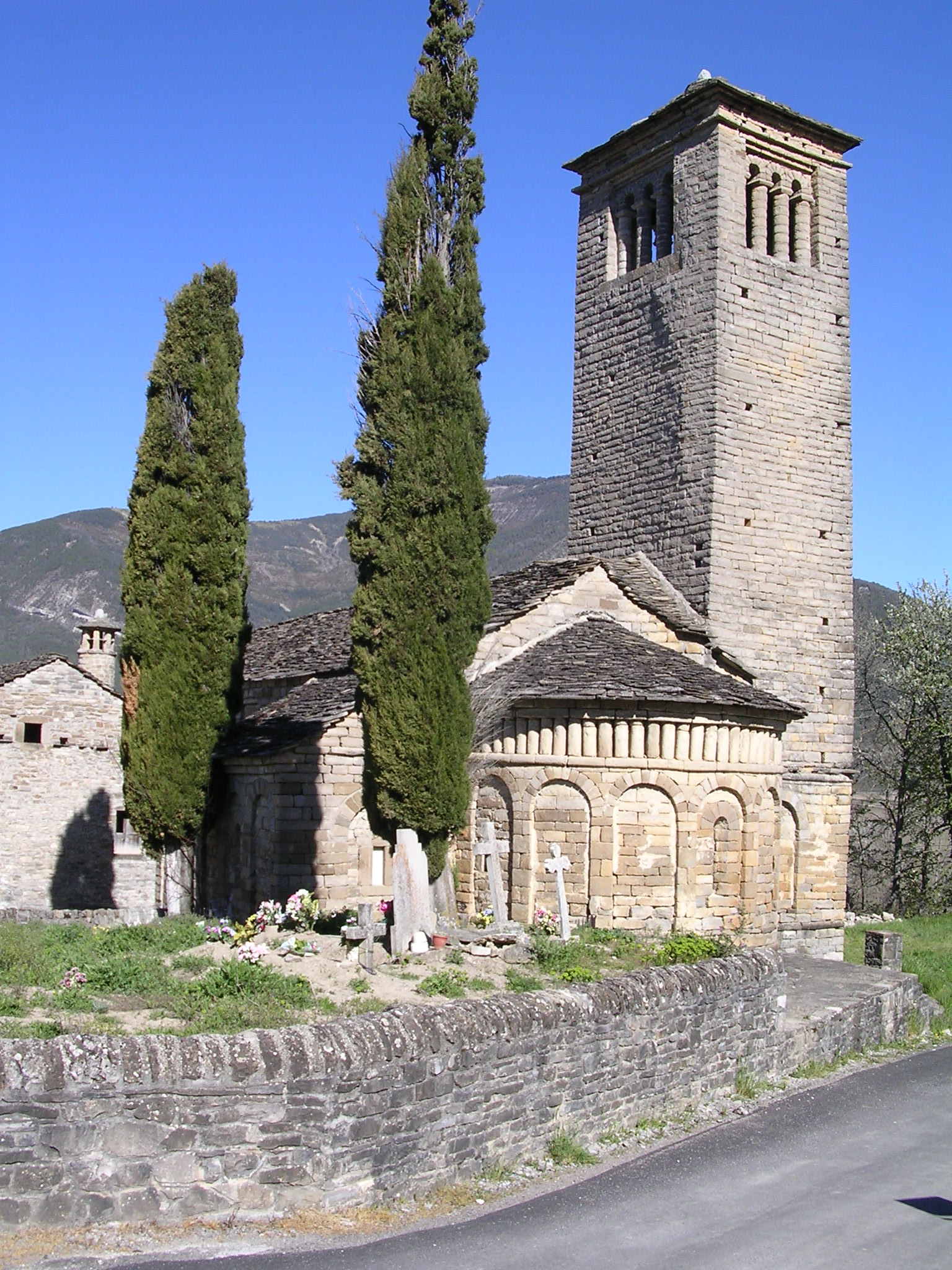
Iglesia de San Pedro de Lárrede.

Se conoce con el nombre de iglesias de Serrablo a un grupo iglesias construidas en la comarca natural de Serrablo, cuenca alta del río Gállego (comarca del Alto Gállego, en Aragón, España), generalmente en la margen izquierda, entre los siglos X y XI según las diversas hipótesis propuestas. A finales del siglo XI y comienzos del siglo XII su área de influencia se amplia y, por este motivo, se construyen iglesias con características semejantes en la orilla derecha del Gállego, como puede ser el caso de Barós y Lerés.
En función de las dos principales corrientes interpretativas acerca de estas iglesias, son consideradas o bien mozárabes construidas desde el siglo X por comunidades cristianas bajo dominio islámico (Antonio Durán Gudiol y la asociación Amigos de Serrablo); o bien (según otros historiadores del arte de la Universidad de Zaragoza) prerrománicas o de un primer románico del siglo XI surgido en los inicios del reino de Aragón. En tal caso sería una arquitectura de una época temprana del románico con elementos del arte mozárabe tomados de la arquitectura hispanomusulmana y con influencias del románico lombardo.
Estas iglesias fueron catalogadas como Monumentos Histórico-Artísticos el 29 de septiembre de 1982 (a excepción de la iglesia de Lárrede, reconocida en 1931) gracias en buena parte a la labor de restauración y difusión de la Asociación Amigos de Serrablo, fundada en 1971.

## Características

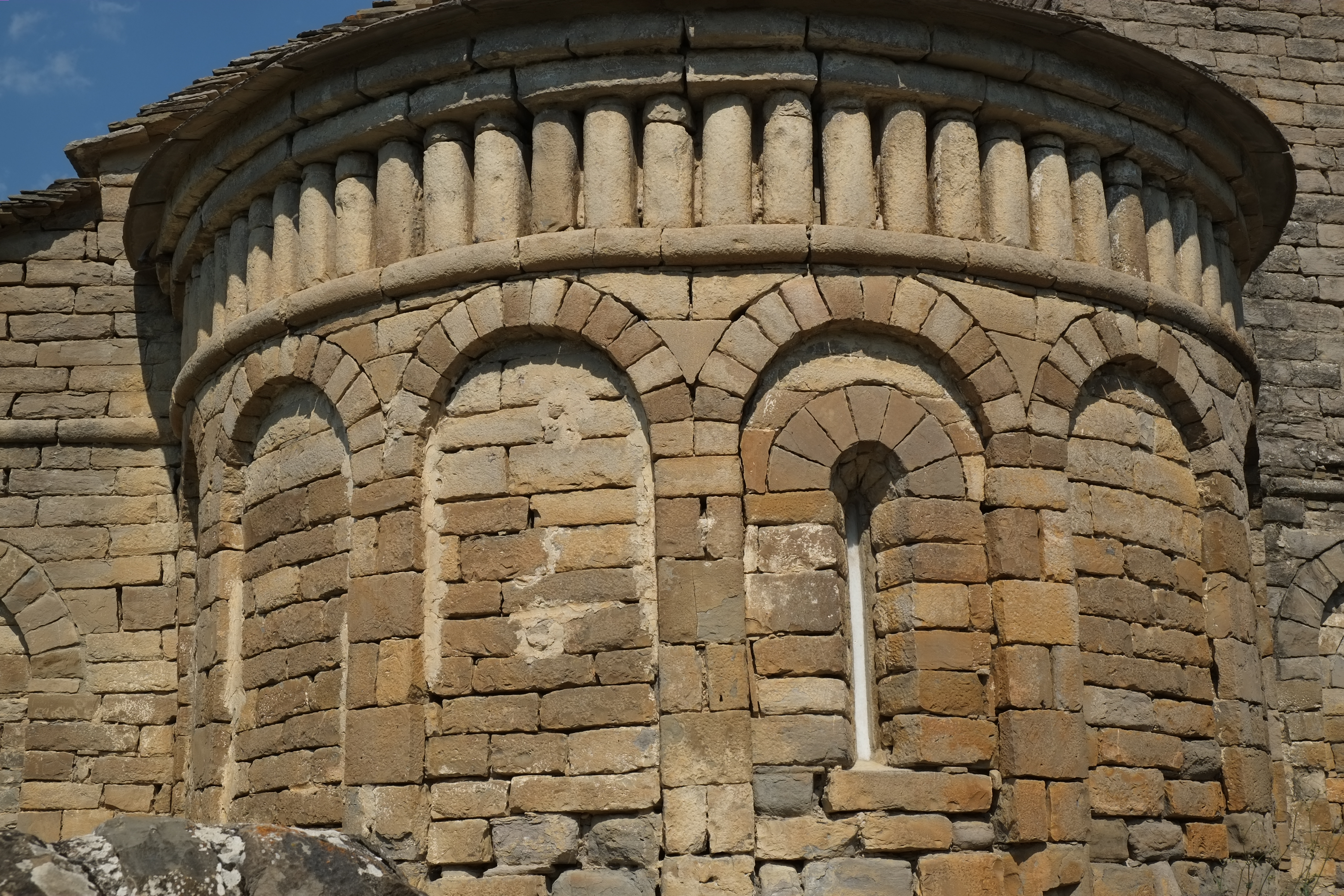
Baquetones, arquillos ciegos y lesenas en San Pedro de Lárrede

Generalmente adoptan una sencilla estructura. Tienen una sola nave, rectangular, de reducidas dimensiones, rematada en ábside semicircular, a la que se adosa una torre campanario.
La cabecera o ábside suele decorarse con un friso superior de gruesos baquetones verticales, bajo el cual aparecen molduradas una serie de arquerías ciegas. El muro aparece reforzado por estrechas pilastras (lesenas).
En la parte superior de la torre se abren vanos con dos y tres arcos de herradura apoyados en toscas columnas que en ocasiones acaban en capiteles sin ornamentar. Tanto la puerta de acceso al templo como los vanos, estos muy estrechos y de pequeñas proporciones a la manera de saeteras, se suelen enmarcar con un alfiz. Los arcos son de medio punto o de herradura cerrados con dovelas irregulares, con frecuencia falta la clave del arco lo que da idea del carácter rudimentario de la construcción.
En estas iglesias es muy poco frecuente la escultura monumental.
La iglesia de San Pedro de Lárrede está considerada el prototipo de todo este grupo arquitectónico homogéneo.

## Listado de las iglesias y ermitas de Serrablo

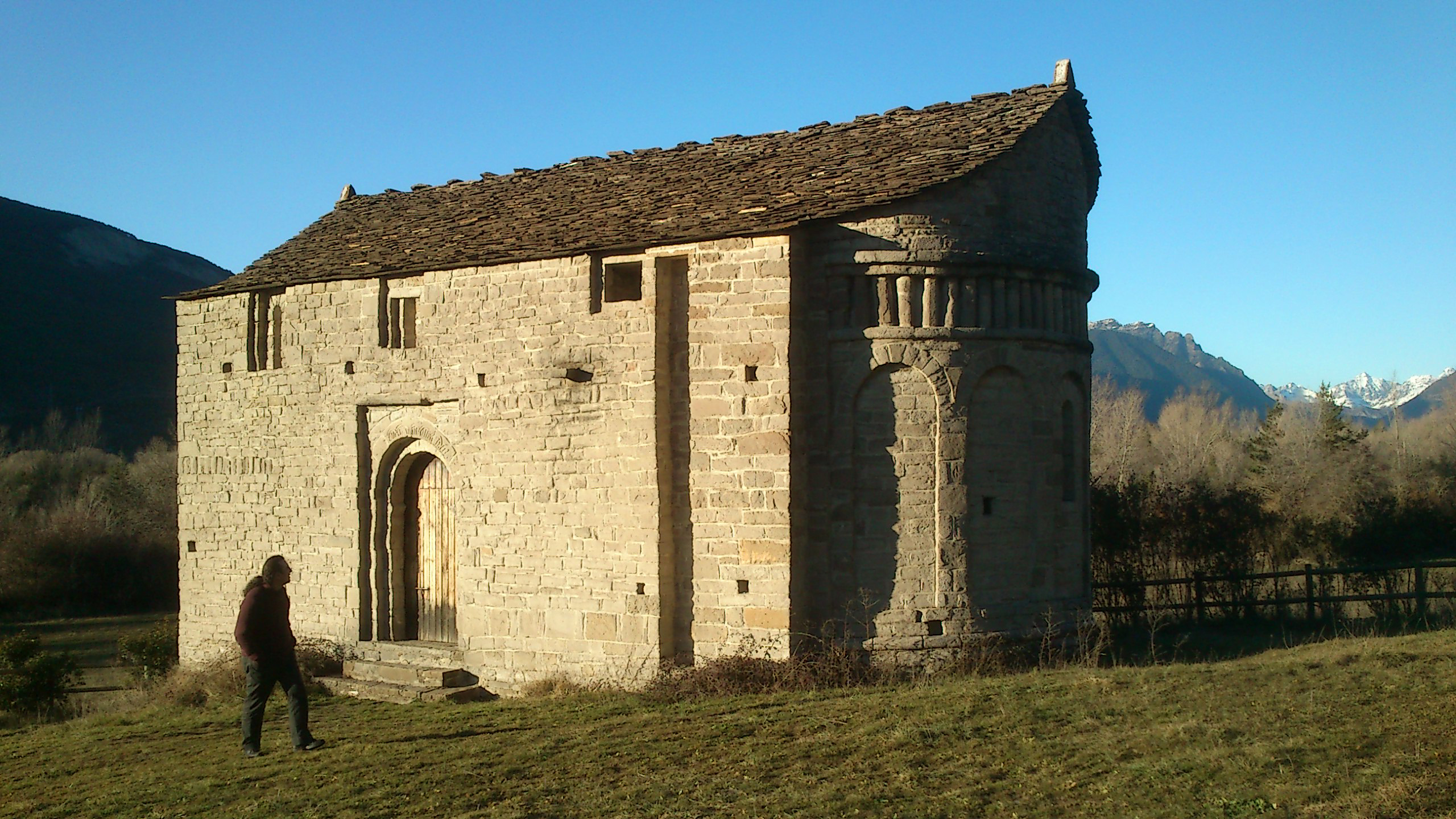
San Juan de Busa.

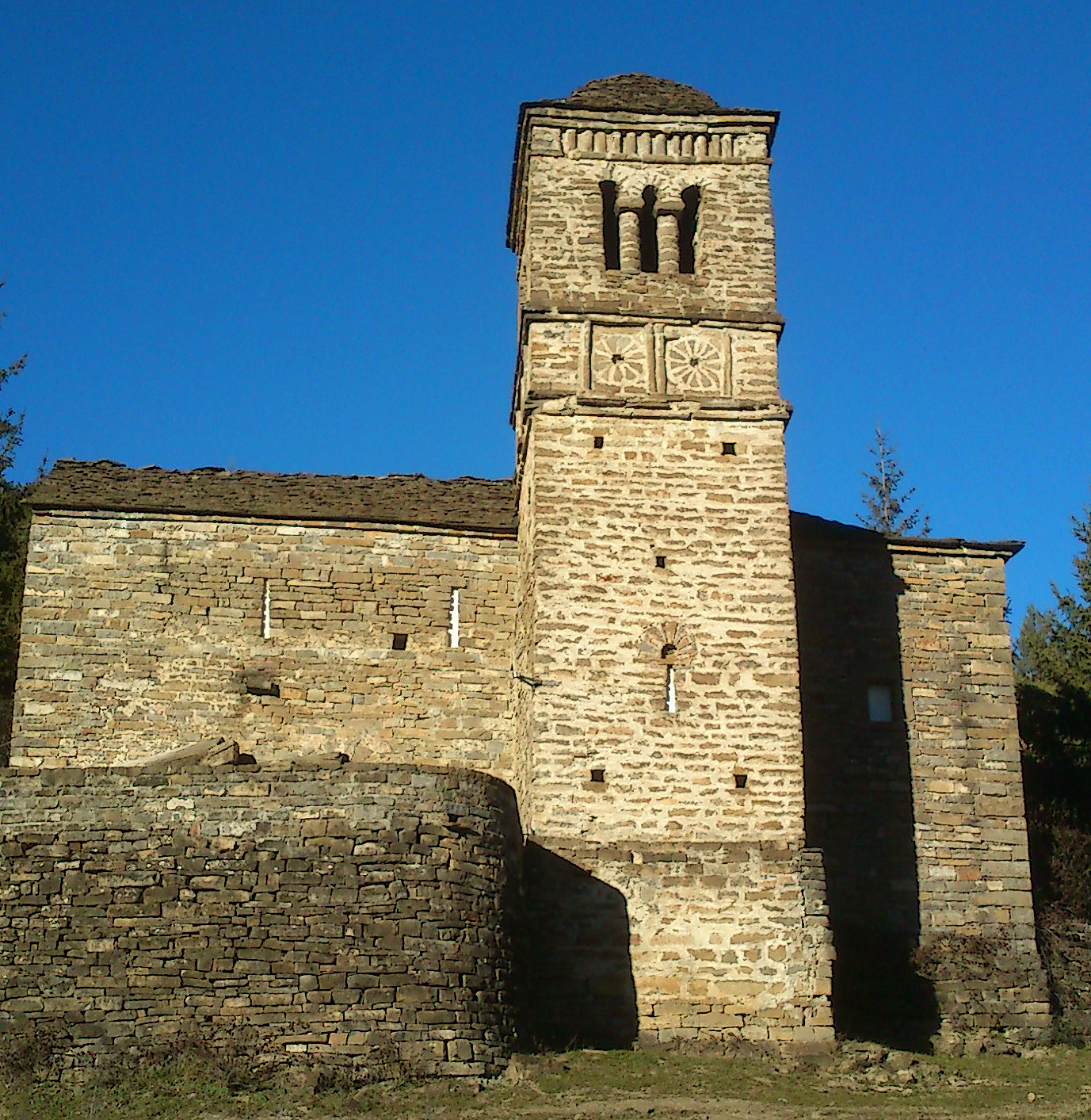
San Bartolomé de Gavín

- Iglesia de San Pedro de Lárrede (Lárrede, Huesca)
- Iglesia de San Juan de Busa (Huesca)
- Iglesia de San Bartolomé (Gavín, Huesca)
- Iglesia de San Martín de Oliván (Huesca)
- Iglesia de San Andrés (Satué, Huesca)
- Ermita de San Juan Bautista (Rasal, Huesca)
- Iglesia de Santa Eulalia (Orós Bajo, Huesca)
- Iglesia de Santa Eulalia de Susín (Susín, Huesca)
- Ermita de San Juan de Espierre (Espierre, Huesca)
- Iglesia de San Martín de Ordovés (Ordovés, Huesca)
- Iglesia de San Martín de Arto (Arto, Huesca)
- Iglesia de San Miguel de Orna (Orna, Huesca)
- Iglesia de la Adoración de los Santos Reyes (Javierrelatre, Huesca)
- Iglesia de San Pedro de Lasieso (Lasieso, Huesca)